# غارغان توا
غارغان توا مسلسل رسوم متحركة فرنسي انتج عام 1993 ويتكون من 26 حلقة وتمت دبلجة المسلسل للغة العربية .

## روابط خارجية
- Présentation du dessin animé